# Birkenhäuschen (Alexisbad)

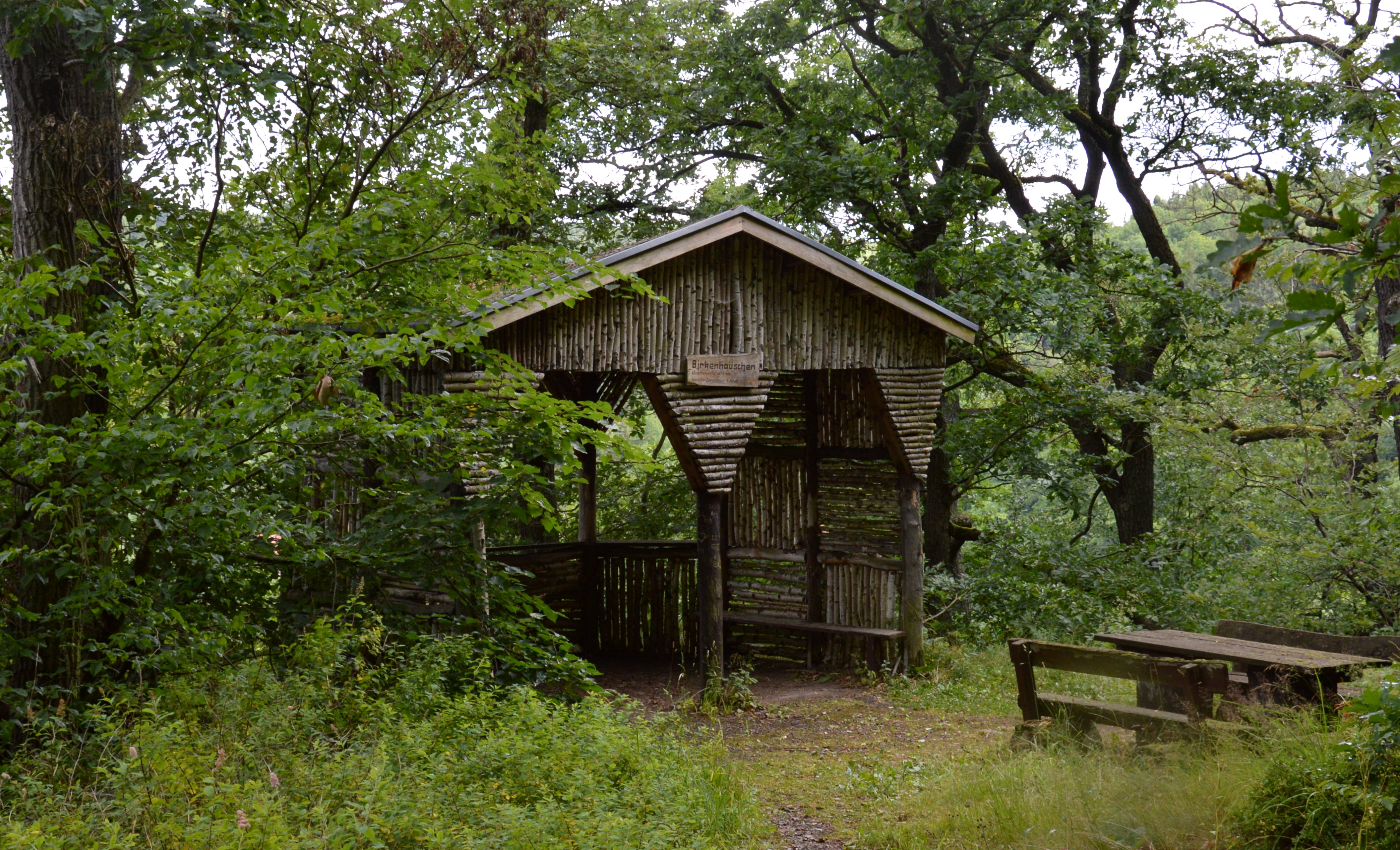
Birkenhäuschen

Das Birkenhäuschen (auch Birkenhütte genannt) ist eine Schutzhütte an einem Aussichtspunkt auf der Südseite des Selketales über dem zur Stadt Harzgerode gehörenden Ortsteil Alexisbad im Harz von Sachsen-Anhalt.
Das Häuschen befindet sich unterhalb des Gipfels des Habichtsteins auf dem Schlotheimplatz. Vom Haus aus besteht eine Aussicht auf die im Selketal gelegene Ortsmitte von Alexisbad. Unweit der Hütte führt der Klippenweg vorbei, über den hier auch der Selketalstieg geführt wird. Beginnend am Birkenhäuschen führt ein steiler Serpentinenweg hinab nach Alexisbad.
Die aus Birkenstämmen in für die Harzgegend ungewöhnlicher Form gebaute Schutzhütte wurde in dieser Bauweise erstmals vom Harzklubzweigverein Köthen (Cöthen) im Jahre 1906 an der Stelle eines Vorgängerbaues errichtet. Als besonderer Aussichtsplatz ist diese Stelle schon in der ersten Hälfte des 19. Jahrhunderts vom Hofmaler Wilhelm von Kügelgen beschrieben worden. Das Birkenhäuschen gehört neben der Schönsicht und der Köthener Hütte zu den Aussichtspunkten über der Selke, die im Zusammenhang mit dem Kurbetrieb in Alexisbad im Sinne einer Landschaftsgestaltung in den Formen der Romantik angelegt wurden. Seit der ersten Hälfte des 19. Jahrhunderts zählt das Birkenhäuschen zu den bekanntesten Stationen der Promenaden um Harzgerode und wurde in verschiedenen Reisebeschreibungen dieser Zeit beworben. Die Betreuung obliegt seit dem Bau dem Harzklubzweigverein von Harzgerode.
Einige Holzplanken belegen mit Inschriften und teils unschönen Kritzeleien die Anlässe oder Tage ehemaliger Besucher.